# Radiaster tizardi
Radiaster tizardi is een kamster uit de familie Radiasteridae.
De wetenschappelijke naam van de soort werd, als Mimaster tizardi, in 1882 gepubliceerd door Percy Sladen.